# Virginia striatula
Virginia striatula là một loài rắn trong họ Rắn nước. Loài này được Linnaeus mô tả khoa học đầu tiên năm 1766.

## Hình ảnh

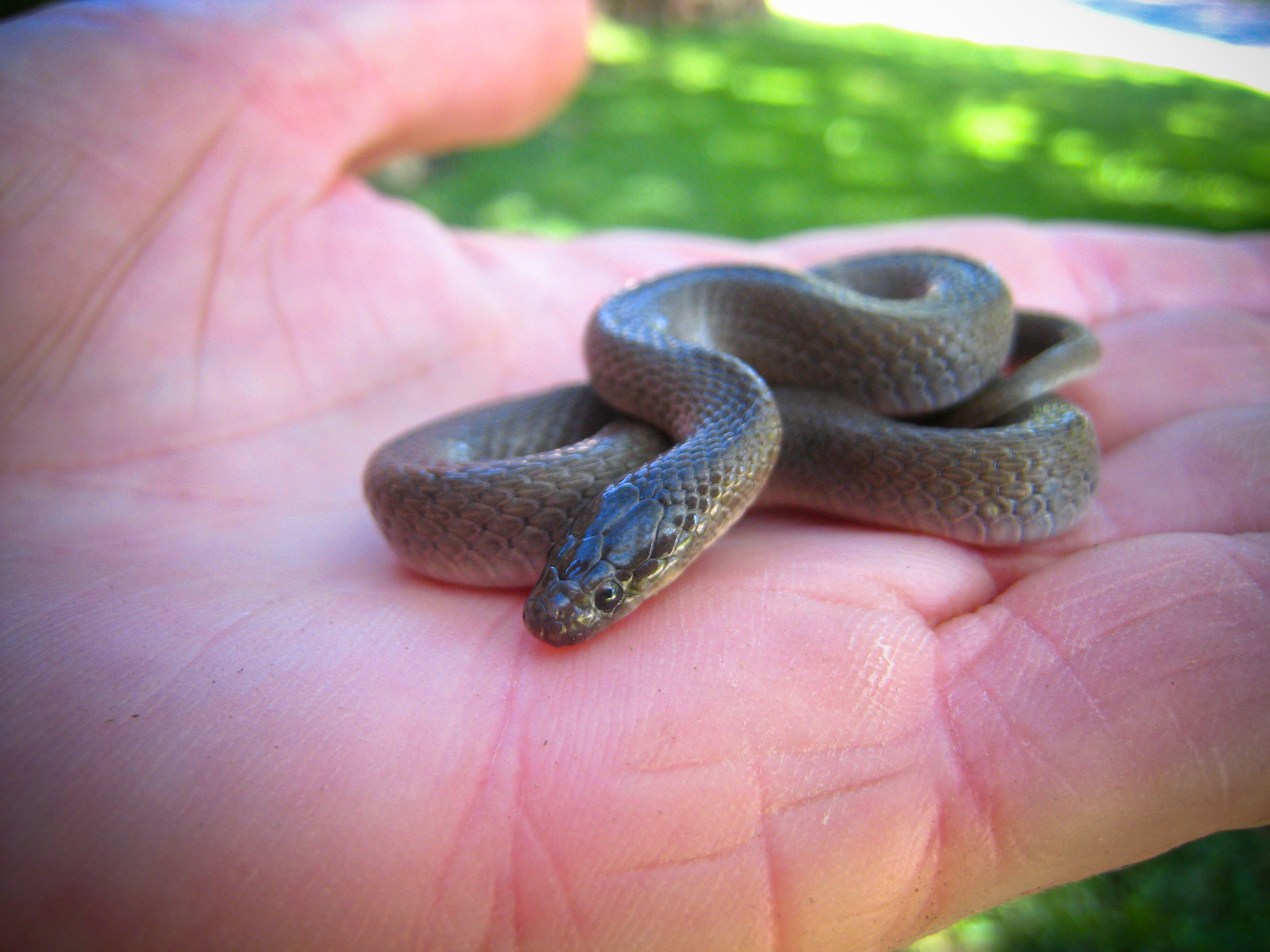
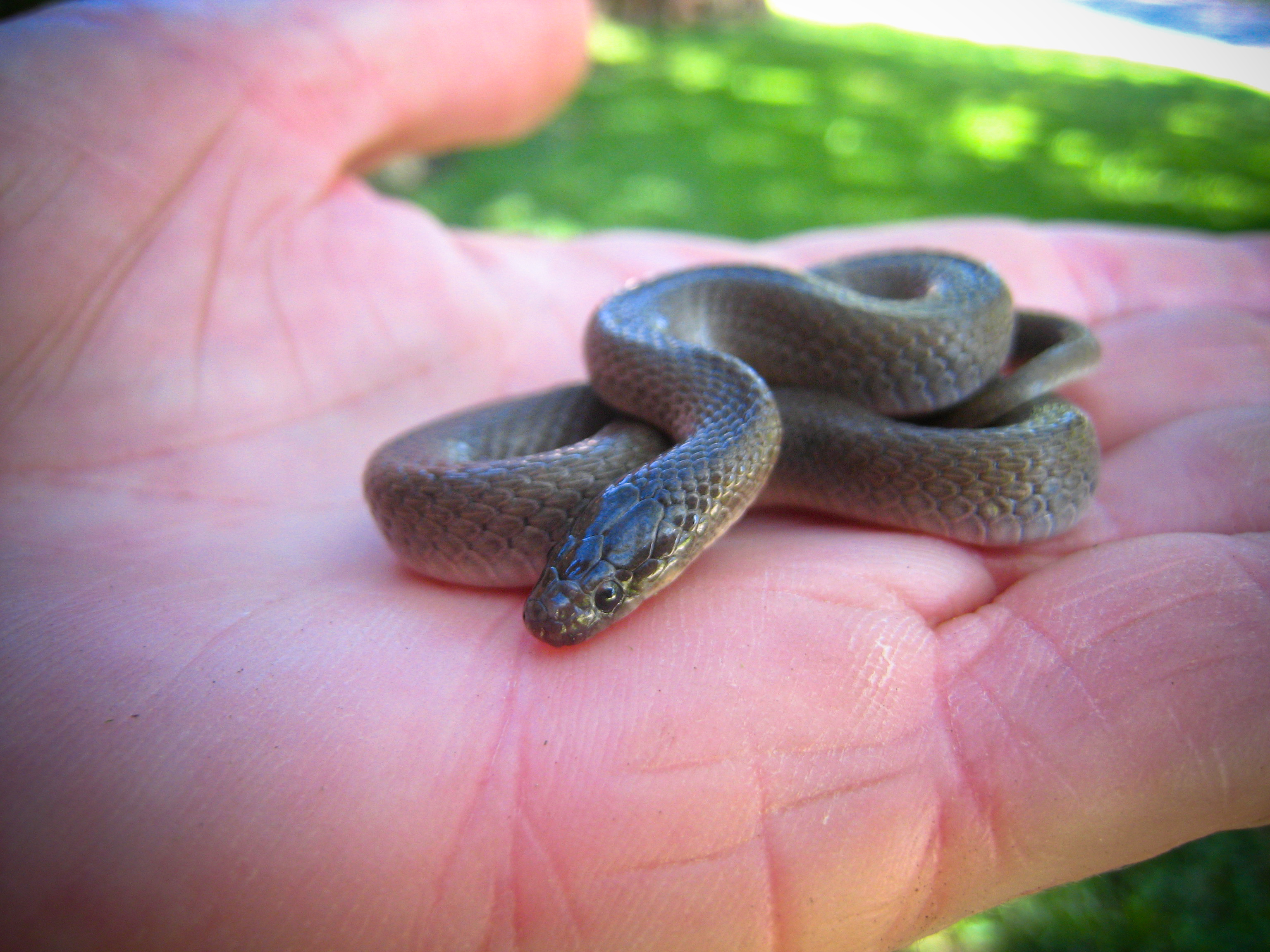